# Budismo en Japón
La influencia del budismo en Japón se ve reflejada en muchos aspectos de su sociedad a lo largo de la historia; desde su cultura, arte y arquitectura, pasando por su sistema de valores, su filosofía y su espiritualidad llegando a forjar su carácter.
La gran mayoría de los japoneses practica de manera simultánea el budismo y el Shinto, la religión autóctona del país. Según datos de 2010 unos 45.820.000 de habitantes se declaran budistas, el equivalente al 36.2% de la población.

## Historia

### Evolución del budismo hasta su llegada a Japón
Tras las enseñanzas de Siddhartha Gautama, el budismo se extiende en la India y otros países asiáticos dando lugar a distintas interpretaciones sobre los textos que promulgan su mensaje. Nacen dos corrientes principales que tratan el budismo de forma diferente: la Theravada, que se establece en Sri Lanka, Birmania, Laos, Camboya y Tailandia y se basa en el seguimiento de la doctrina de Buda poniendo especial atención en el estudio de los preceptos y la vida monástica; y la Mahayana, que nace como movimiento laico que interpreta los textos más como un método que como una filosofía sin dar a Buda un trato de deidad y que se expandiría a partir del siglo I d. C. en Asia Central, China, Corea y Japón.
Los primeros misioneros Mahayana penetran en China durante la Dinastía Han por vía marítima, llegando a las regiones sureñas del río Yangtzé y Huai, y a través de la Ruta de la Seda, alcanzando las regiones del este hasta llegar a la capital Han de Luoyang, donde en el año 68 d. C. se establecería el Templo del Caballo Blanco. Habiendo sido casi coetáneo de Confucio, el budismo no sería ampliamente aceptado en el país hasta la caída de los Han, que propiciaría la necesidad de la población china de acoger la nueva fe extranjera.
La llegada desde la India en el siglo V de Bodhidharma, supondría un cambio en la percepción de los preceptos budistas y el nacimiento del budismo Chan. Al contrario que otros misioneros anteriores, Bodhidharma no pretende ser recibido con honores de iluminado sino que cuestiona las escrituras y doctrinas establecidas.
Tras su llegada al sur de China, Bodhidharma es invitado por el emperador Wu, que busca su bendición después de haber realizado grandes inversiones en la difusión del budismo. Bodhidharma le daría a conocer el error que supone buscar la salvación por medio de la adoración de lo sagrado y viendo que su empresa no podría llevarse a cabo en el estado de los Liang, continuaría su marcha hasta llegar al estado de los Wei para finalmente establecerse en Shaolin. La forma de enseñar de Bodhidharma, basándose en formular preguntas que ayudaban a encontrar la iluminación en lugar de explicar problemas, supondría una de las bases del budismo zen. Posteriormente, las enseñanzas de Bodhidharma fueron difundidas por los diferentes patriarcas que le sucedieron que, fusionando a lo largo del tiempo los principios del budismo Mahayana primitivo con las ideas taoístas, dieron lugar al budismo Chan.

### Periodo Kofun(250 a 552)
En el Libro de Liang de Las Veinticuatro Historias, texto chino que supone la única referencia de la época ya que los japoneses aún no dominaban la escritura, se tiene constancia de asentamiento de budistas en Japón.

### Periodo Asuka(552 a 710)
En el año 552, Syong-Myong, rey de Paekche (uno de los tres reinos que formaban Corea), hace llegar una serie de regalos a Kinmei como muestra de agradecimiento por su colaboración en la guerra contra Silla. Estos se basaban en una imagen de Buda fundida en oro y cobre y textos con sutras escritos en sánscrito, y adjuntaban una carta donde el rey Syong-Myong mostraba su admiración por el budismo y la conveniencia política de adoptar la nueva religión.
El emperador Kinmei se mantuvo al margen respecto al budismo y cedió la imagen a Soga no Iname, encargado de gestionar las inversiones de inmigrantes acaudalados y miembro de la familia Soga que mantenía grandes relaciones con las cortes coreanas. Estos abrazaron el budismo y reunieron a tres monjas que tras recibir enseñanza en Corea, se encargaría de gestionar el templo budista que Soga no Umako hizo construir.
Hasta entonces, la religión practicada en Japón era el Shinto y algunas familias de la élite japonesa como la de los Mononobe y Nakatomi,  que basaban su linaje en una supuesta descendencia de los kami sintoístas, se vieron amenazados por el budismo. Las tensiones entre la familia Soga y las de Mononobe y Nakatomi darían como resultado un conflicto armado en el que los Soga saldrían victoriosos y conseguirían el control de la familia imperial con la que se emparentaría. 
Con la toma del poder por parte de la Emperatriz Suiko, sobrina de Soga no Umako, y gracias a la dedicación del Príncipe Regente Shōtoku, el budismo se establecería definitivamente en Japón. La consideración al emperador de descendiente directo de Amaterasu, hace que las dos religiones, budismo y sintoísmo, se integren sin detrimento de ninguna. Shōtoku sería considerado una divinidad tras su muerte, y su vida sería contada con muchos paralelismos con la de Siddharta Gautama.

### Período Nara(710 a 794)

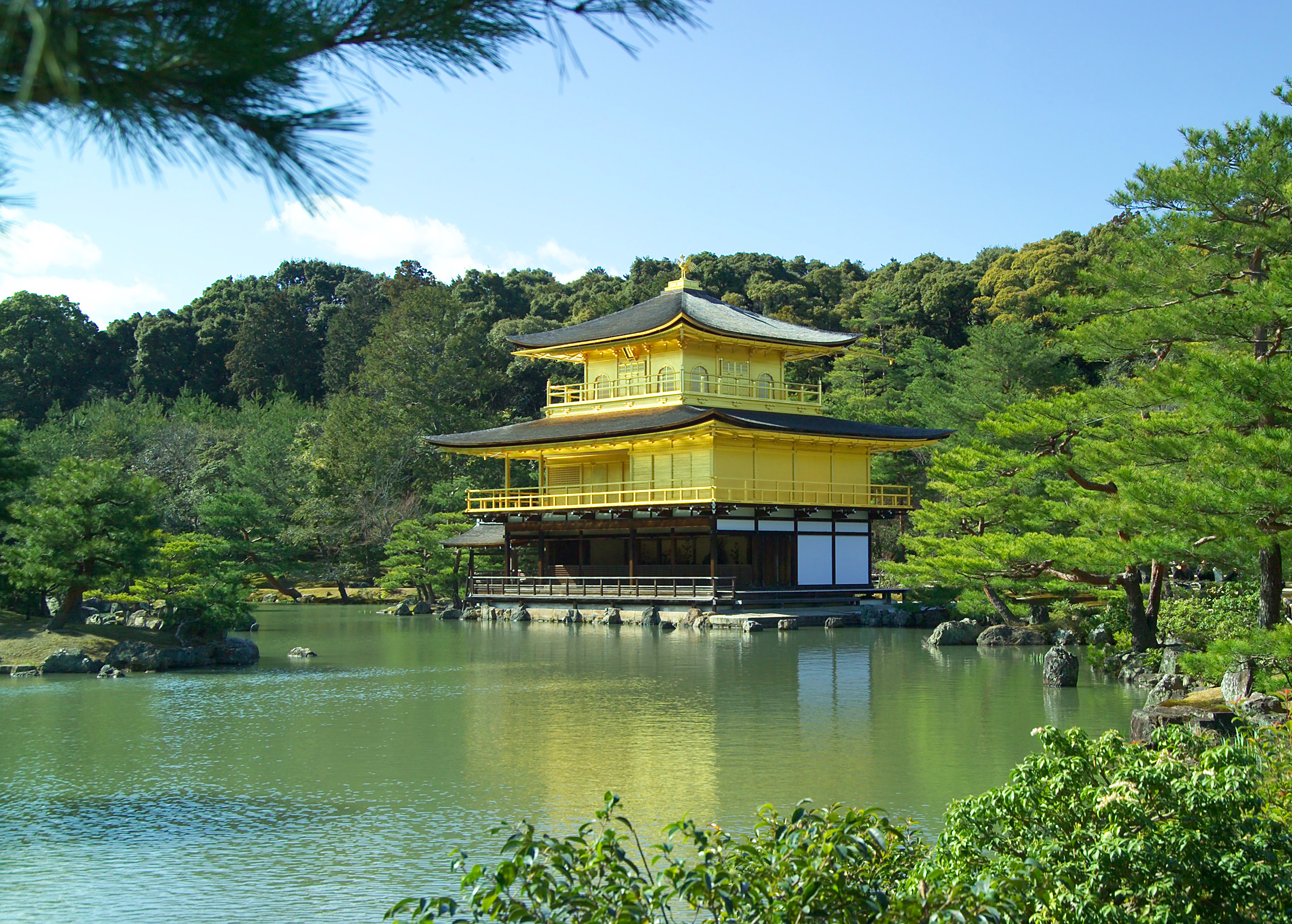
Templo Kinkaku-ji de Kioto.

En este Periodo el número de templos experimentó un gran crecimiento y los emperadores Tenmu y Monmu, tras abrazar el budismo, sentaron las bases del patrocinio estatal. Este patrocinio dio lugar a seis escuelas: Ritsu, Jōjitsu y Kusha pertenecientes al budismo Theravada y Sanron, Hossō y Kegon que seguían directrices del budismo Mahayana. 
Los gobernantes encontraron especialmente atractivo el ideal budista de que el mandato benevolente de un monarca traía el paraíso en la tierra, concepto que añadía legitimidad a su gobierno.
Ya en el año 627, en el Japón había 46 templos budistas, 816 monjes budistas y 569 monjas budistas.

### Periodo Heian(794 a 1185)
Durante el Periodo Heian se crean las escuelas Tendai y Shingon.
En el año 794 Saicho funda en Hiei la escuela Tendai, que basa su filosofía en el Sutra del Loto y los tratados Tiantai chinos sobre técnicas de meditación. Se cree que la idea de que Kyoto fuese el asentamiento como nueva capital se debe él tras aplicar técnicas de feng shui.
Kūkai funda en el año 816, con la ayuda del Emperador Saga, un monasterio en el monte Koya y establece la secta Shingón. Fue uno de los emisarios enviados a China junto a Saicho y sigue las doctrinas del budismo esotérico Vajrayana. En 921 se le concede el título póstumo de Kōbō-Daishi “Gran maestro que expande el budismo por doquier”.

### Periodo Kamakura(1185–1333)
En esta época aparecen nuevas sectas muy diferentes a las aparecidas en Nara, con doctrinas más sencillas que facilitarían su llegada a las clases más populares. Estas nuevas formas de budismo resultan mucho más personal e íntimo, y reivindica el valor de las mujeres garantizándoles la igualdad de posibilidades de salvación religiosa, hasta entonces negada. Surgen dos grandes corrientes: el budismo de la Tierra Pura y el budismo Zen.

#### Budismo de la Tierra Pura
El budismo de la Tierra Pura se fundamenta en el nenbutsu o culto al Buda Amida (bodhisttva Dharmakara), héroe del Sutra de La Tierra Pura (Daimuryoju-kyo en japonés). Genshin fue el principal artífice de la expansión del culto de Amida llegado desde China en el año 847.

#### Secta de la Tierra Pura (Jodo-Shu)
Honen (1133-1212) fue el fundador de la secta de la Tierra Pura. Tras el estudio del Sutra de la visualización de la Tierra Pura, escrito por Shandao, Honen llega a la convicción de que la recitación constante del nenbutsu es la clave para la salvación como promete el Buda Amida. Actualmente, esta secta cuenta con 6.500.000 seguidores en Japón y es, junto a la secta de la Verdadera Tierra Pura, la que poseen mayor número de fieles.

#### Secta de la Verdadera Tierra Pura (Jodo Shin-shu)
Shinran (1173-1262), discípulo de Honen y formado también en la disciplina Tendai impartida en el monte Hiei, fue el fundador de la secta de la Verdadera Tierra Pura. Basaba su diferencia en que no creía en la conveniencia de la repetición del nenbutsu, sino que consideraba que una sola muestra de devoción sincera hacia el buda Amida era suficiente. Determinó que los sacerdotes podían contraer matrimonio y el liderazgo asumió carácter hereditario. Actualmente, esta secta cuenta con 13.000.000 de seguidores.

#### Escuela Tempestiva (Ji-Shu)
Ippen Shonin (1234–1289) fundó la tercera de las escuelas del budismo de la Tierra pura. De familia acomodada, renunció a su fortuna para convertirse en predicador itinerante después de recibir en sueños un oráculo de Gongen, divinidad kami y manifestación de la esencia de Buda. Basó su existencia en emular a Buddha Shakyamuni, renunciando a todos los bienes materiales, desapegándose de la existencia egoísta. Atrajo a gran número de adeptos en poco tiempo y estos formaron la secta “Tempestiva” o Ji-shu.  Actualmente cuenta con entre 300 y 400.000 adeptos.

#### BudismoZen
El budismo Zen fue la otra gran corriente religiosa que gozó de una gran difusión en este periodo y actuó como un puente entre las sectas tradicionales y las nuevas. Contó con algunas sectas muy importantes como fueron la Rinzai y la Sōtō, que ejercieron una gran influencia sobre la filosofía samurái. 
Mientras en la secta de la Tierra Pura se pone énfasis en el culto a Amida y la recitación del nenbutsu, las escuelas Zen se centran en el esfuerzo personal individual para alcanzar la iluminación (satori) por medio de la meditación (zazen). Según la secta Sōtō, es la práctica de la meditación la que proporciona la iluminación. La secta Rinzai mira de acelerar este proceso añadiendo un koan (problema destinado a ser resuelto con el uso de la meditación). Se calcula que los seguidores de las diferentes sectas Zen suponen el diez por ciento de los budistas registrados en Japón.
Durante la regencia Hojo de Kamakura se patrocina el Zen, ya que se consideraba que transmitía la revitalizante cultura china y este elevaba el nivel cultural del shogunato sobre la corte imperial de Kyoto.

#### Escuela Rinzai Zen
El linaje Rinzai del Zen llegó a Japón procedente de China de mano de Eisai (1141-1215). Formado en el monte Hiei, tras peregrinar a China se propuso construir el primer templo Zen en Kioto, encontrándose con la negativa de la secta Tendai. Escribió la Propagación del Zen para la seguridad del país (Kozen gokokuron), donde se afirmaba que el Zen era el camino para conocer la verdadera naturaleza de la conciencia y contenía la enseñanza de como eliminar el ego; promocionar el Zen era fomentar la falta de egoísmo, lo que según Eisai facilitaría la creación de una sociedad pacífica. Finalmente, en 1202 el shogunato le concedió permiso para construir el templo Zen de Ken’ninji en Kioto, donde acudiría a practicar zazen un joven Dogen.

#### Escuela Sōtō Zen
Dogen (1200-1253)fue ordenado en el monte Hiei de la secta Tendai con trece años y un año después se convirtió en discípulo de Eisai en Ken’ninji. En 1225, después de viajar a China, Dogen toma como maestro a Rujing (Nyojyo) con el que establece una estrecha relación y bajo su guía alcanza la iluminación. En 1228 regresa a Japón y en 1233 funda el templo de Koshoji en Uji introduciendo la tradición del linaje Caodong (Sōtō en japonés) de su maestro Rujing. La redacción de sermones y directrices dirigidas a sus discípulos acabaría convirtiéndose en el Tesoro de la visión del verdadero Dharma (Shōbōgenzō).
Dogen era de la creencia que la meditación no se realizaba con el fin de alcanzar la iluminación, sino que la práctica del zazen constituía el fin en sí mismo, por lo que no veía necesario el uso de los koan. Practicar la meditación de forma adecuada ayudaba a estar en consonancia con la naturaleza del buda original.

#### Budismo Nichiren
Al igual que otros líderes religiosos coetáneos, Nichiren (1222-1282) se formó en el monte Hiei, donde forjó su convicción de que el Sutra del Loto contenía las verdaderas enseñanzas de Buda. Predicador carismático, atrajo a un gran número de seguidores, especialmente acaudalados terratenientes. En 1257, tras una serie de calamidades naturales y la crisis social y política que vivía el país, Nichiren concluye que se deben a la desaparición de la práctica de la perseverancia y el sacrificio tal y como muestra el Sutra del Loto, atribuyendo esas desgracias a la práctica del nenbutsu de la Tierra Pura. Tras los intentos de invasión mongoles de 1268 y 1281, sus acusaciones contra las sectas de la Tierra Pura van en aumento y es desterrado en varias ocasiones.

### Periodo Muromachi(o Ashikaga) (1336–1573)
El Periodo Muromachi vio como el sintoísmo y el budismo se fusionaban. Las sectas Tendai y Shingon, cuyos fundadores Saicho y Kukai profesaban un profundo respeto por los kami autóctonos de Japón, propiciaron la incorporación de las divinidades sintoístas en su marco institucional. Las victorias obtenidas contra las invasiones mongolas de 1274 y 1281 por sendos tifones, hizo creer que Japón vivía bajo la protección de las divinidades kami que enviaban el viento divino (kamikaze).
Algunas sectas del Periodo Kamakura crearon sus propias milicias religiosas cuando el país quedó en manos de los señores de la guerra. Las sectas Nichiren y de la Tierra Pura entran en conflicto entre sí y con las sectas de Nara; es normal que los templos posean unidades militares propias formadas por monjes-soldado. 
En 1549 hace su introducción en la religión japonesa el cristianismo de la mano de Francisco Javier, misionero jesuita que llegaba a la isla con el objetivo de evangelizarla. En la campaña de unificación de Japón, Oda Nobunaga encuentra la férrea oposición de la comunidad de la Tierra Pura y decide arrasar el monte Hiei matando a quien se encuentra en su camino. Su repulsa a las sectas budistas provocó que patrocinara al cristianismo.

### Periodo Azuchi-Momoyama(1573–1600)
Toyotomi Hideyoshi, sucesor de Nobunaga, adopta el cristianismo en primera instancia pero algunas costumbres y prácticas llevadas a cabo por algunos conversos y la acumulación de poder de la que hacían gala, hacen que publique un edicto en el que se ordena abandonar Japón a los misioneros. Tras ser apaciguado por Valigniano, la prohibición no es llevada a cabo, pero el conocimiento de las intenciones de conquistar Japón por parte de los monarcas españoles y portugueses, y la entrada clandestina de franciscanos en el país, hacen desatar la ira de Hideyoshi y castiga a los cristianos residentes empleando técnicas de la Inquisición.

### Periodo Tokugawa (1600–1868)
El sistema danka, que obliga a las familias a convertirse en protectoras de su templo local como prueba del rechazo al cristianismo, convirtió a los templos budistas en instituciones. Unos 1600 templos recibieron el apoyo incondicional de la población. Además, existía la obligación de colaborar en los gastos del templo y en asistir a sus actos.

#### Secta Zen Obaku
Ingen Ryuki (1592-1673), maestro Chan erudito e iluminado, llega a Japón tras ser invitado y después de una audiencia ante el shogun, este queda tan impresionado que decide cederle terrenos para que pueda construir un monasterio. Su doctrina combinaba el nenbutsu con el zazen. Sus seguidores actualmente ascienden a 350.000 y forman el 8,5 por ciento de los budistas japoneses.

### Restauración Meiji(1868–1912)
Con el traspaso de poderes del shogunato al emperador, algunos políticos influyentes promueven la separación del sintoísmo y el budismo, desatando una ola de violencia antibudista en varias zonas de Japón. Ante los actos vandálicos de los sintoístas, el gobierno determinó que “separación” no equivalía a “destrucción”.
Mientras se instauraba el Shinto Estatal, las sectas budistas se vieron obligadas a adaptarse. El Rinzai Zen y el Soto Zen se modernizaron adoptando ideas occidentales pero manteniendo su identidad japonesa. Se aprobaron edictos que permitían a los monjes comer carne y casarse. Estas medidas, junto a la difusión del Shinto Estatal, fueron definitivas para desacralizar al budismo y marginarlo.

## Las escuelas budistas japonesas
Después de la Restauración Meiji se registraron 13 escuelas budistas que se dividían en 56 ramas, durante la II Guerra Mundial se redujeron a 28. La ley que reguladora fue revocada y actualmente se permite su regreso

### Periodo Nara

#### Hosso
Fundador: Xuanzang (玄奘 Genjo en japonés), China, c. 630 d. C.

Nombre en chino: Faxiang (法相), "El carácter del dharma"

Llega al Japón: con Dosho, 654 d. C.

Influencias principales: Sanron, Zen

Doctrina: Yuishiki (solo la conciencia)

Texto fundamental: Jo yuishikiron (成唯識論) 

#### Kegon

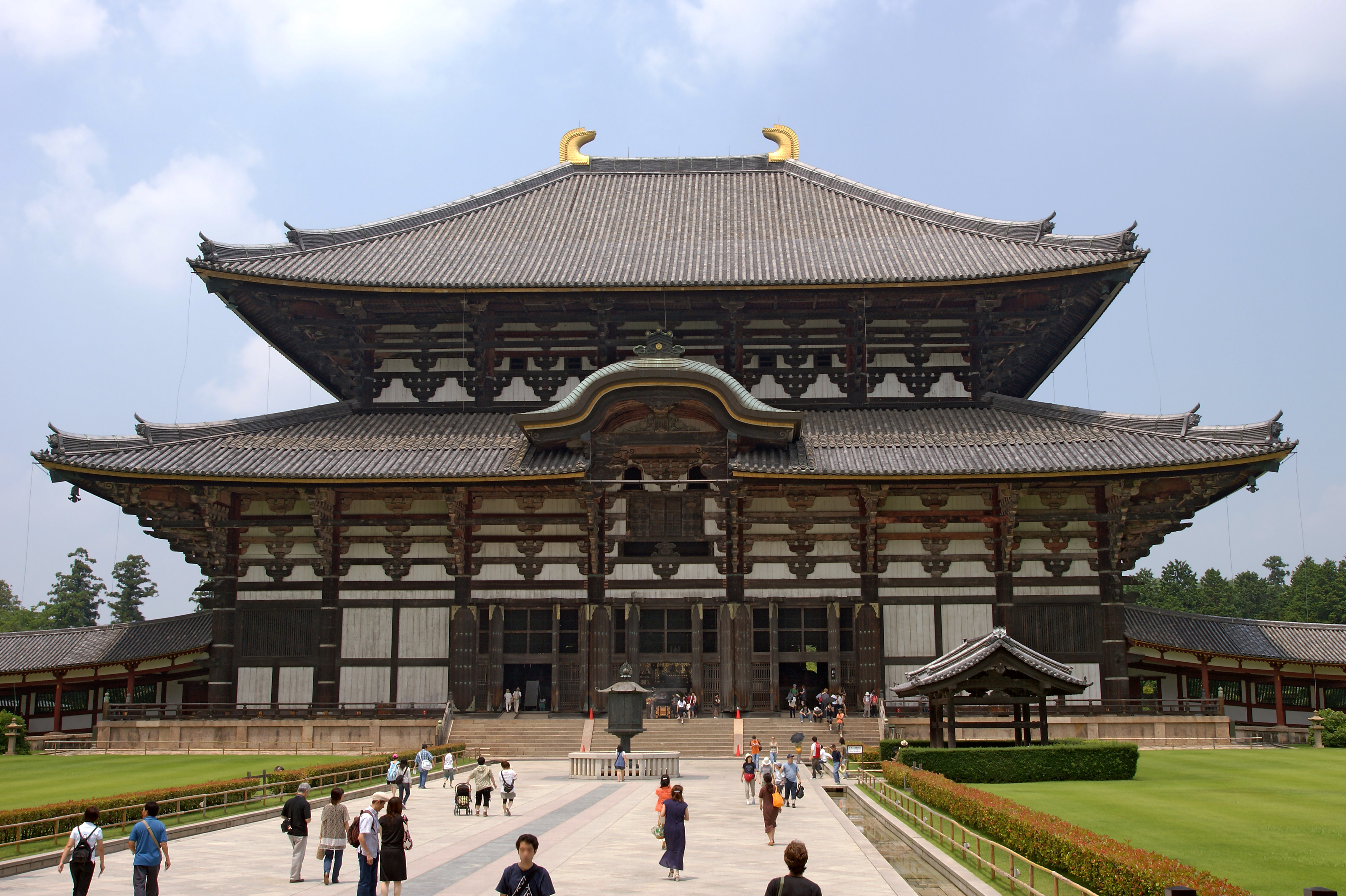
Tōdai-ji, el templo principal de Kegon.

Fundador: Dushun (杜順, Dojun en japonés), China, c. 600  C.

Nombre en chino: Huayan (華厳)

Llega al Japón: con Bodhisena, 736 d. C.

Influencias principales: Hosso

Doctrina: Shihōkai (四法界)

Texto fundamental: Avatamsaka Sutra (Kegonkyo 華厳経)

#### Ritsu
Fundador: Daoxuan (道宣, Dosen en japonés), China, c. 650 d. C.

Nombre en chino: Lü (律), "Vinaya"

Llega al Japón: con Ganjin (鑑真), 753 d. C.

Doctrina: Vinaya (las reglas monásticas en el Tripitaka)

Texto fundamental: Dharmaguptavinaya (Shibunritsu 四分律)

## El período Heian

### Las escuelas esotéricas
Las escuelas monásticas (密教, mikkyo en japonés) pertenecen a la escuela Vajrayāna (Vehículo de Diamante) del budismo, también conocido como budismo tántrico.

#### Tendai
Fundador: Zhiyi (智顗, Chigi en japonés), China, c. 550 d. C.

Nombre en chino: Tiantai (天台), nombrado en honor al templo fundacional

Llega al Japón: con Saichō (最澄), 807 d. C.

Doctrina: Sandai (三諦, "Triple Verdad")

Texto fundamental: Sutra del Loto (Hokkekyo 法華経)

#### Shingon

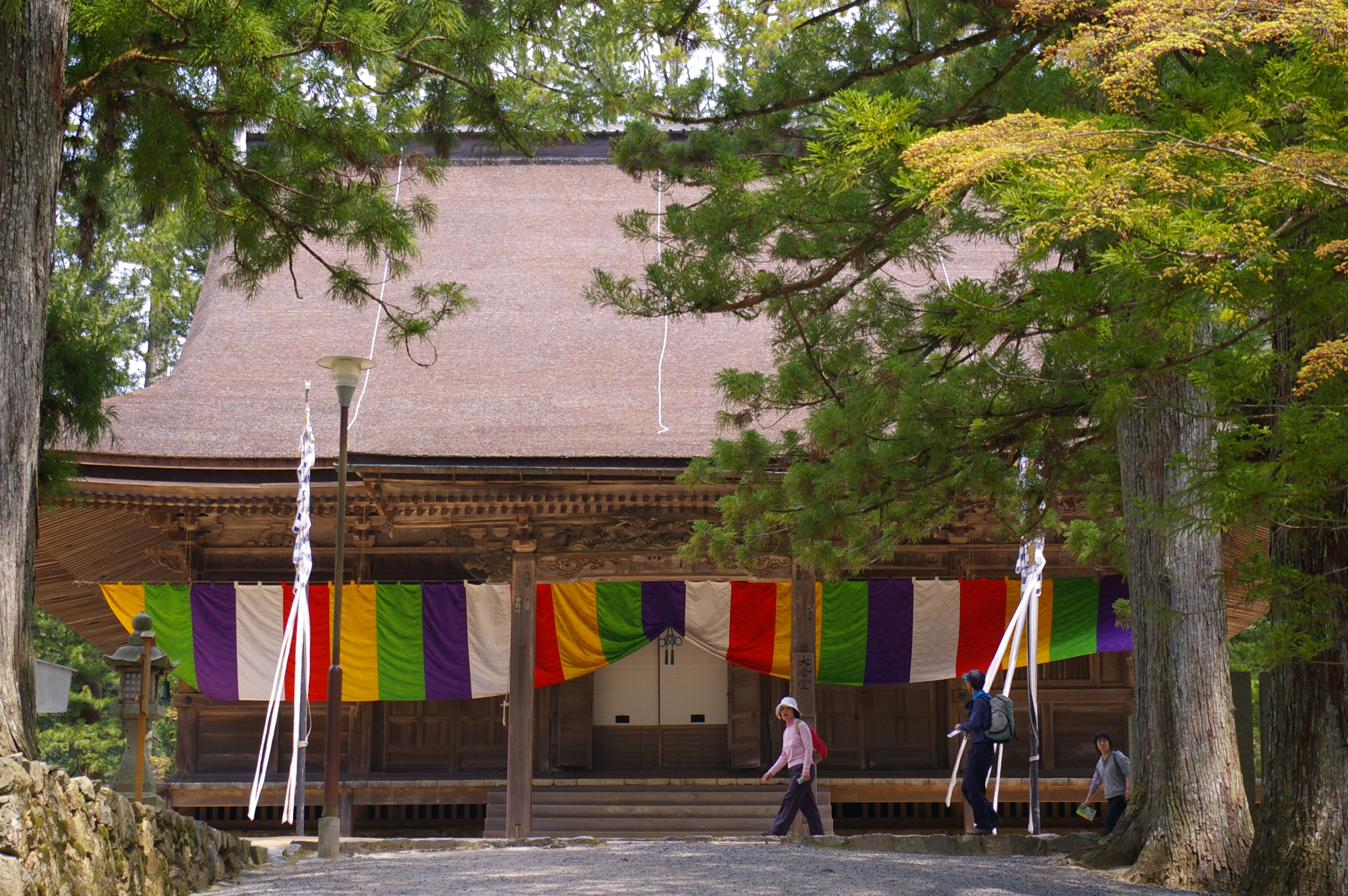
Kongō-buji, el principal templo de Shingon.

Fundador: Kukai (空海), Japón, 816 d. C.

Nombre en japonés: 真言, "Palabra Verdadera"

Influencias principales: Tantra

Doctrina: Vajrayāna/Tantra (diestro, en el sentido de "usar la mano derecha")

Textos fundamentales: Mahavairochana Sutra (Dainichikyo 大日経), Sutra del Diamante (Kongokyo 金剛経) 

#### Budismo Nichiren
Fundador: Nichiren Daishonin, 1253 d. C.

Nombre en japonés: 日蓮, "Sol Loto"

Influencias principales: Tendai

Doctrina: Nam Myoho Renge Kyo (南無妙法蓮華経)

Texto fundamental: Sutra del Loto (Hokkekyo 法華経)

## Desde el período Kamakura hasta el presente
El período Kamakura fue testigo de la llegada de las dos escuelas que, probablemente, han tenido el mayor impacto en el país: la escuela amidista Tierra Pura, que daba énfasis a la salvación a través de la creencia en Amitābha y es hasta nuestros días la escuela budista más grande del Japón (y por toda Asia); y la escuela Zen, de corte más filosófico, que fue rápidamente adoptada por las clases altas y tuvo un profundo impacto en la cultura japonesa.

### Las escuelas amidistas

#### Jodo

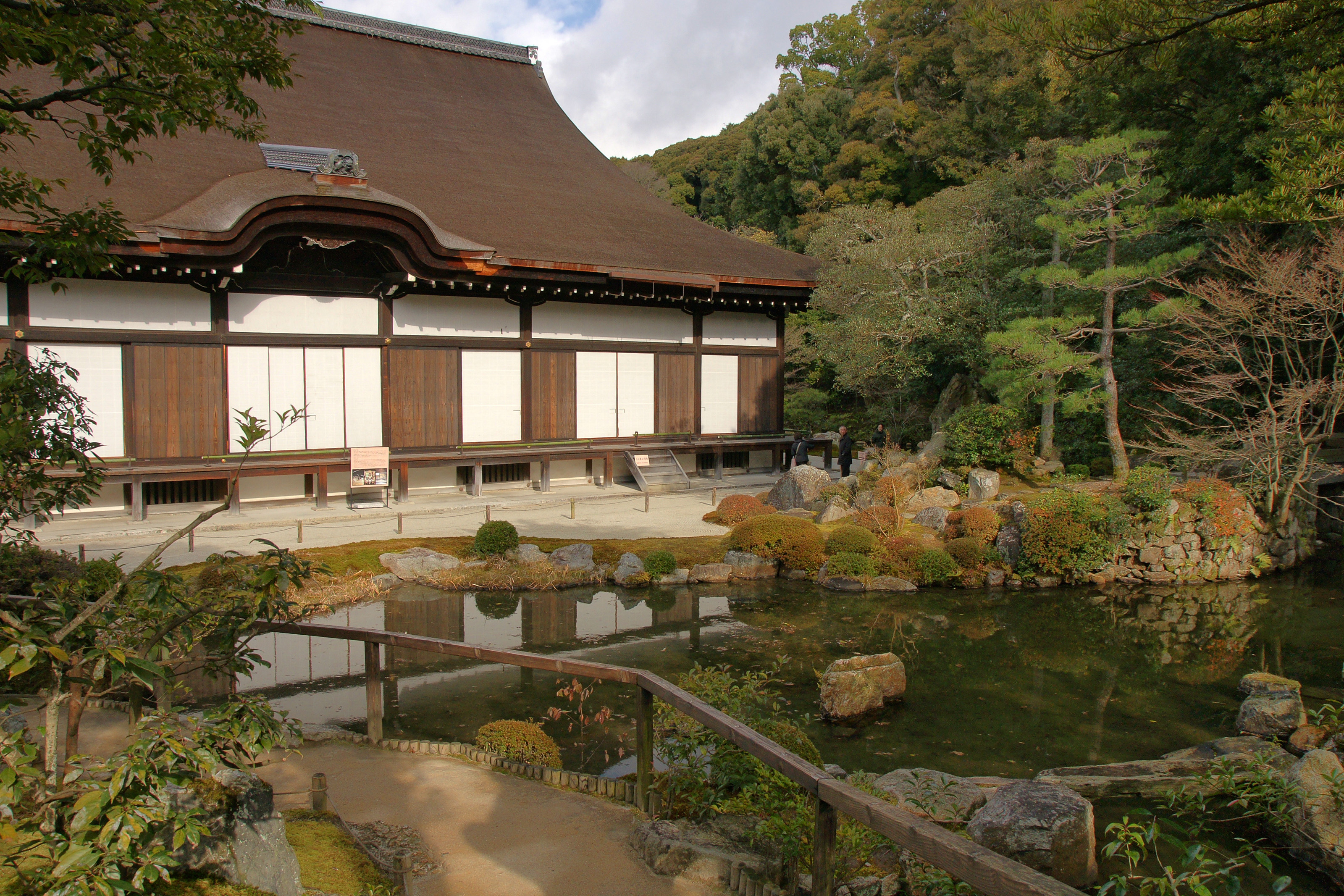
Chion-in, el templo mayor de Jodo.

Fundador: Huiyuan (Eon en japonés), China, c. 400 d. C.

Nombre en chino: Jingtu Tierra Pura

Llega al Japón: con Honen, 1175 d. C.

Doctrina: Nembutsu ("oración a Buda")

Texto fundamental: Sutra de la vida infinita (Muryojukyo)

#### Jodo Shin
Fundador: Shinran, 1224 d. C.

Nombre en japonés: "La verdadera Tierra Pura"

Influencia principal: Jōdō

Doctrina: shintai zokutai ("Verdad cierta, verdad común")

Texto fundamental: Sutra de la vida infinita (Muryojukyo)

### Las escuelas zen

#### Soto

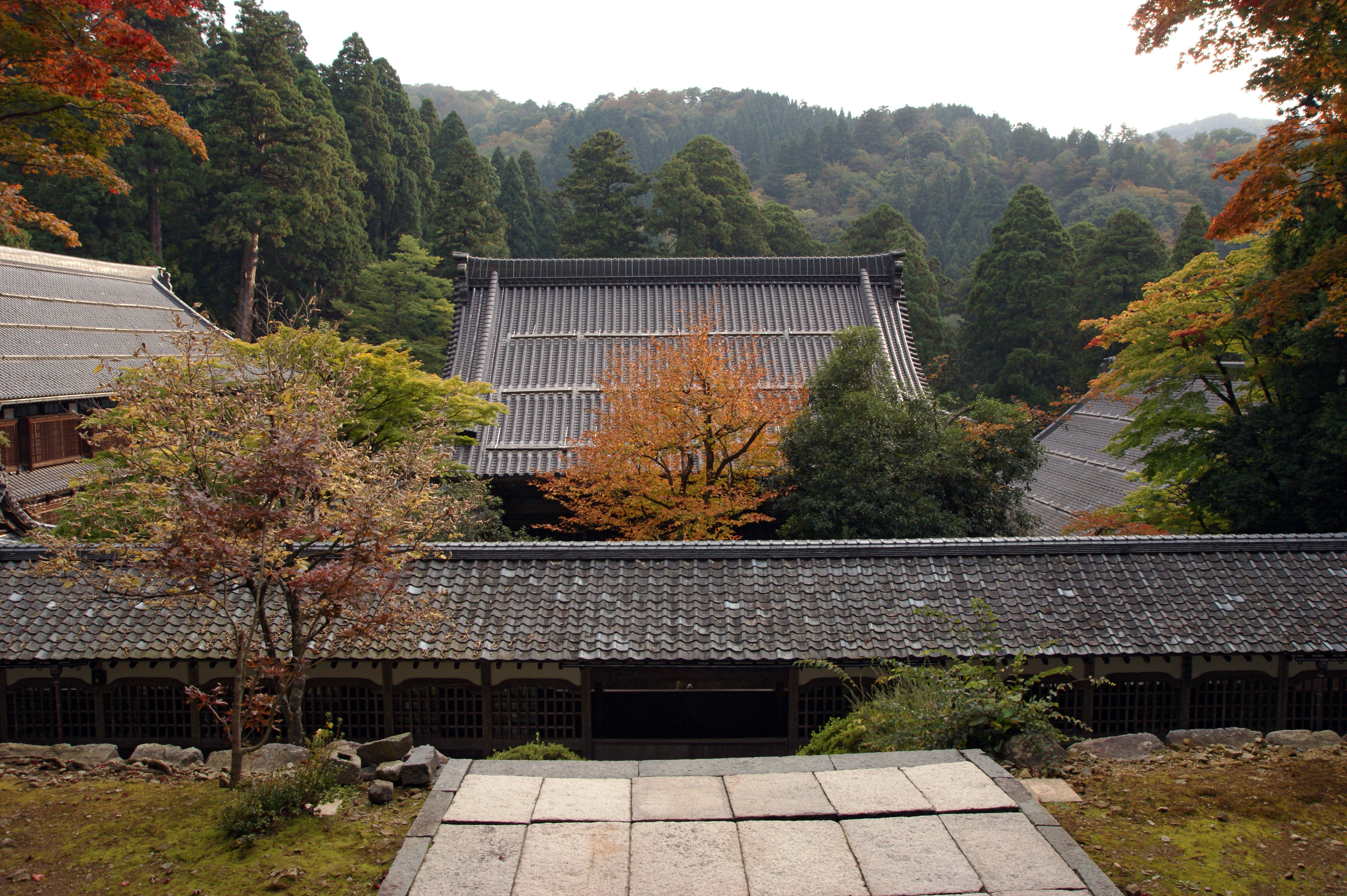
Eihei-ji, principal templo de Soto.

Es una escuela de budismo Zen que se centra en la práctica de zazen Shikantaza (tan solo sentarse) para conseguir el satori (iluminación)

#### Rinzai
Escuela de budismo Zen que propone para conseguir el satori (iluminación) los ejercicios Kōan (enseñanzas en forma de acertijos)

## Breve cronología
- 654 - Dosho lleva la escuela Hosso (Faxiang) al Japón.
- 736 - Bodhisena lleva la escuela Kegon (Huayan) al Japón.
- 753 - Ganjin lleva la escuela Ritsu (Lü, Vinaya) al Japón.
- 807 - Saichō lleva la escuela Tendai (Tientai) al Japón.
- 816 - Kukai funda la escuela Shingon.
- 1175 - Honen lleva la escuela Jōdō (Tierra Pura) al Japón.
- 1191 - Eisai lleva la escuela Rinzai (Linji) al Japón.
- 1227 - Dōgen lleva la escuela Soto (Caodung) al Japón.
- 1253 - Nichiren funda la escuela Nichiren.
- 1654 - Ingen lleva la escuela Obaku (Huangbo) al Japón.

El budismo llegó al Japón el año 572, cuando los coreanos llegan a Nara para presentar las ocho escuelas doctrinarias. Las escuelas de Nara finalmente menguaron en su influencia y las escuelas que aún se mantienen son:
- Zen (Soto Zen, Rinzai Zen y Obaku).
- Shingon, el budismo tántrico japonés, fundado por Kukai.
- Jōdō o la escuela de la Tierra Pura, fundada por Honen.
- Jodo Shinsu o la escuela de la Verdadera Tierra Pura, fundada por Shinran.
- Tendai, fundada por Saichō.
- Nichiren, fundada por Nichiren